# Nadolna (województwo mazowieckie)
Nadolna – wieś w Polsce położona w województwie mazowieckim, w powiecie szydłowieckim, w gminie Chlewiska. Ma status sołectwa.
W latach 1975–1998 miejscowość położona była w województwie radomskim.
Wieś Nadolna jest ściśle powiązana ze Skłobami i Stefankowem przez co zwie się te trzy miejscowości "trójwsią".
We wsi Nadolna ma siedzibę rzymskokatolicka parafia Najświętszego Serca Jezusowego.